# Roberto Sánchez (locutor)
Roberto Sánchez Ruiz (Barcelona, 15 de abril de 1966) es un periodista radiofónico español.

## Trayectoria
Licenciado en periodismo por la Universidad Autónoma de Barcelona, ha trabajado en Radiocadena Española y en COPE Sabadell. 
Desde 1988 trabaja en la Cadena SER, primero en Madrid, donde presentó los programas Carrusel de verano, Mediodía SER y Madrid siete estrellas, y también dirigió un informativo para la CREA -Cadena de Radios de España y América-.
En 1993 fue nombrado delegado de Radio Valencia 2. 
Desde el 5 de septiembre de 1994 hasta el 13 de julio de 2012 y de nuevo desde el 6 de septiembre de 2021, dirige y presenta Si amanece nos vamos, el primer programa de transición entre la noche y la mañana con vocación de morning adulto. Por su labor en este programa ha recibido una Antena de Oro en 2002, un Premio Ondas en 2009 al mejor programa nacional de radio y un Micrófono de Plata en 2009.
En julio y agosto de 2012 sustituyó a Carles Francino, en la segunda parte de Hoy por hoy de 10h00 a 12h20.
Desde septiembre de 2012 a agosto de 2021 fue subdirector del programa La ventana, que presentaba y dirigía cuando Carles Francino se ausentaba.
A lo largo de su carrera ha trabajado con profesionales como Iñaki Gabilondo, Carlos Herrera, Andrés Caparrós, Julio César Iglesias, Gemma Nierga o Javier Sardà.
A parte de trabajar en radio, también ha trabajado en el área de la creación publicitaria -aunque sus otros trabajos más habituales han sido en soportes audiovisuales e interactivos (ha creado la app El juego de los detectives)- y en televisión, donde ha presentado los programas Supercampeones en Telemadrid, 6,25 en Televisión Española y En el candelabro en Telecinco.
También ha sido profesor de realización y producción radiofónica, en la escuela Aula Radio de Barcelona y es miembro del Consejo Local de Comunicación de Sardañola del Vallés en Barcelona.

## Libros
- Es autor de guiones de juegos para Educa.
- Ha publicado los libros La noche de los detectives y El juego de los detectives.
- En mayo de 2018, publicó su primera novela, Asesinos de series.[2][3]